# Egzorcysta II: Heretyk
Egzorcysta II: Heretyk (tytuł oryg. Exorcist II: The Heretic) – amerykański filmowy horror z roku 1977, kontynuacja filmu Egzorcysta (1973). Film spotkał się ze zdecydowanie gorszym przyjęciem niż swój poprzednik.

## Zarys fabuły
Akcja toczy się cztery lata po wydarzeniach przedstawionych w pierwowzorze. Regan McNeill uczęszcza na sesje terapeutyczne i – zdaje się – wyparła ze świadomości traumatyczne zdarzenia z Waszyngtonu. Względny spokój nie trwa jednak długo i tajemne moce już wkrótce opanowują bohaterów filmu.

## Obsada
- Linda Blair – Regan McNeill
- Richard Burton – Ojciec Philip Lamont
- Louise Fletcher – dr. Gene Tuskin
- Max von Sydow – Ojciec Merrin
- Kitty Winn – Sharon Spencer
- Paul Henreid – kardynał